# Flaunhac
Flaunhac (en francès Flaugnac) és un municipi francès situat al departament de l'Òlt i a la regió d'Occitània.

## Demografia
| 1962                                       | 1968 | 1975 | 1982 | 1990 | 1999 | 2007 |
| ------------------------------------------ | ---- | ---- | ---- | ---- | ---- | ---- |
| 393                                        | 445  | 381  | 389  | 376  | 380  | 421  |
| Des de 1962: població sense dobles comptes |      |      |      |      |      |      |

## Administració
| Període   | Identitat          | Partit |
| --------- | ------------------ | ------ |
| 2001-2008 | Monique Quèbre     |        |
| 2008-     | Jean-Bernard Sahuc | PCF    |